# زردک رومانیایی
زردک رومانیایی (نام علمی: Barbus petenyi) گونه‌ای از ماهیان پرتوباله از سردهٔ سس‌ماهی‌ها است. در حوضه دانوب پایین بلغارستان و رومانی و همچنین در چندین رودخانه بلغارستان که به دریای سیاه می‌ریزند مانند کامچیا یافت می‌شود. نام این گونه از János_Salamon_Petényi گرفته شده‌است.
نرها می‌توانند به ۲۵ سانتی‌متر طول برسند.